# Marília
Marília är en stad och kommun i Brasilien och ligger i delstaten São Paulo. Folkmängden i centrala Marília uppgick år 2014 till cirka 200 000 invånare.

## Administrativ indelning
Kommunen var år 2010 indelad i sju distrikt:
- Amadeu Amaral
- Avencas
- Dirceu
- Lácio
- Marília
- Padre Nóbrega
- Rosália